# Зайцев, Дмитрий Юрьевич
Дмитрий Юрьевич Зайцев (род. 18 января 1998, Тольятти, Самарская область) — российский хоккеист, защитник.

## Биография
Уроженец Тольятти, в раннем возрасте перешёл в систему магнитогорского «Металлурга». В сезоне 2014/15 дебютировал в команде МХЛ «Стальные лисы». Три сезона провёл в Северной Америке, выступая за команды «Уилкс-Барре/Скрантон Найтс» (NAHL, 2015/16) и «Мус Джо Уорриорз» (WHL, 2016/17 — 2017/18). На драфте НХЛ 2016 года был выбран в 7-м раунде под общим 207-м номером клубом «Вашингтон Кэпиталз».
29 сентября 2018 года дебютировал в КХЛ в домашнем матче «Металлурга» против «Локомотива» (3:2), играл за «Зауралье» Курган (ВХЛ, 2018/19 — 2019/20) и «Стальных лис» (МХЛ, 2018/19). В дальнейшем — игрок команд ВХЛ «Сокол» Красноярск (2020/21 — 2021/22), АКМ Новомосковск (2021/22), «Рубин» Тюмень (2022/23), «Молот» Тюмень (с 2023/24).
Участник юниорского чемпионата мира 2016 года.
24 июля 2022 года родился сын Марк